# Московский международный кинофестиваль 1973
VIII Московский международный кинофестиваль открылся 10 июля 1973 года.

## Жюри
В состав жюри входили:
Председатель жюри: Сергей Бондарчук, актёр и режиссёр (СССР)
- Алексей Баталов — актёр и режиссёр (СССР)
- Хулио Брачо — режиссёр (Мексика)
- Полен Вьейра — режиссёр, продюсер и кинокритик (Сенегал)
- Ежи Гофман — режиссёр (ПНР)
- Антонин Кахлик — режиссёр (ЧССР)
- Рене Клеман — режиссёр (Франция)
- Джина Лоллобриджида — актриса (Италия)
- Карой Макк — режиссёр (ВНР)
- Курт Метциг — режиссёр (ГДР)
- Тосиро Мифунэ — актёр (Япония)
- Толомуш Океев — режиссёр (СССР)
- Джордж Стивенс — режиссёр (США)
- Христо Христов — режиссёр (НРБ)
- Камаль аш-Шейх[англ.] — режиссёр (АРЕ)

## Фильмы-участники
- «В логове» / «В логове врага» / Ичээнд нь (МНР, реж. Бадрахын Сумху)
- «Взрыв[вд]» / Explozia (СРР, реж. Мирча Дрэган)
- «Девочка Тати[вд]» / Tati, a garota (Бразилия, реж. Бруну Баррету)
- «Дни предательства» / Dny zrady (ЧССР, реж. Отакар Вавра)
- «Дом, милый дом» / Home sweet home (Бельгия, реж. Бенуа Лами[вд])
- «Жаждущие[вд]» / Аз-замиун (Ирак, реж. Мухаммед Шукри Джамиль[вд])
- «Земля обетованная[вд]» / La tierre prometida (Чили, реж. Мигель Литтин)
- «Зрелые вишни» / Reife kirschen (ГДР, реж. Хорст Зееман)
- «И дождь смывает все следы» / Und der regen verwischt jede spur (ФРГ-Франция, реж. Альфред Форер)
- «Империя „М“[вд]» / … (АРЕ, реж. Хусейн Камаль)
- «Когда хочется плакать — не плачу[вд]» / Quando quiero llorar no lloro (Венесуэла, реж. Маурисио Валерстейн[вд])
- «Коперник» / Kopernik (ПНР-ГДР, реж. Эва и Чеслав Петельские)
- «Любовь[вд]» / Обич (НРБ, реж. Людмил Стайков)
- «Обманутые[вд]» / Аль-махдуун (Сирия, реж. Тауфик Салах)
- «Оклахома, как она есть» / Oklahoma crude (США, реж. Стэнли Крамер)
- «По своей воле[вд]» / Сваямварам (Индия, реж. Адур Гопалакришнан)
- «Похищение в Париже» / «Покушение» / L’attentat (Франция-Италия-ФРГ, реж. Ив Буассе)
- «Ресторан „Синобугава“» / Синобугава (Япония, реж. Кэй Кумаи)
- «Саженцы» (СССР, реж. Резо Чхеидзе)
- «Свадьба Лины» / Jentespranget (Дания-Норвегия. реж. Кнуд Лейф Томсен) / фильм представлен от Норвегии
- «17-я параллель: дни и ночи[вд]» / Vĩ tuyến 17 ngày và đêm (ДРВ, реж. Хай Нинь)
- «Служебный пикник[вд]» / The office picnic (Австралия, реж. Том Коуэн[вд])
- «Сутьеска» / «Пятое наступление» / Sutjeska (СФРЮ, реж. Стипе Делич[вд])
- «Те годы[вд]» / Aquellos anos (Мексика, реж. Фелипе Касальс[вд])
- «Тройное эхо» / Triple echo (Велитобритания, реж. Майко Эттид)
- «Туки-буки» / Touki bouki (Сенегал, реж. Джибрил Диоп)
- «Убийство Маттеотти» / Il delitto Matteotti (Италия, реж. Флорестано Ванчини)
- «Фотография[вд]» / Fotografia (ВНР, реж. Пал Зольнаи)
- «Человек из Майсинику[вд]» / El hombre de Maisinicu (Куба, реж. Мануэль Перес Паредес)
- «Это сладкое слово — свобода!» (СССР, реж. Витаутас Жалакявичюс)

## Награды
Золотые призы
- «Это сладкое слово — свобода!» (СССР, реж. Витаутас Жалакявичюс)
- «Любовь» (НРБ, реж. Людмил Стайков)
- режиссёр Стенли Крамер («Оклахома, как она есть», США)

Специальные премии
- «Убийство Маттеотти» (Италия, реж. Флорестано Ванчини)
- «Сутьеска» / «Пятое наступление» (СФРЮ, реж. Стипе Делич)
- «Те годы» (Мексика, реж. Фелипе Касальс)

Серебряные призы
- «Фотография» (ВНР, реж. Пал Зольнаи)
- «Коперник» (ПНР-ГДР, реж. Эва и Чеслав Петельские)
- «Похищение» (Франция-Италия-ФРГ, реж. Ив Буассе)

Премии
- актриса Ча Зянг («17-я параллель: дни и ночи», ДРВ)
- актриса Ингерид Вардунд[вд] («Свадьба Лины», Норвегия)
- актёр Серхио Коррьери («Человек из Майсинику», Куба)
- актёр Рамаз Чхиквадзе («Саженцы», СССР)

Почётный диплом
- «Дни предательства» (ЧССР, реж. Отакар Вавра)
- «Дом, милый дом» (Бельгия, реж. Бенуа Лами)
- «Саженцы» (СССР, реж. Резо Чхеидзе)
- «Взрыв» (Румыния, реж. Мирча Дрэган)
- «Туки-буки» (Сенегал, реж. Джибрил Диоп)

Премия ФИПРЕССИ
- «Туки-буки» (Сенегал, реж. Джибрил Диоп)

Особое упоминание ФИПРЕССИ
- «Человек из Майсинику» (Куба, реж. Мануэль Перес Паредес)